# 2,3-二甲基戊烷
2,3-二甲基戊烷（英語：2,3-Dimethylpentane）化学式(CH3)2CHCHCH3C2H5，是含有7個碳原子的烷烃，是庚烷的同分异构体，由于3号碳原子为手性碳原子，所以存在两种旋光异构体，分别是 (R)-2,3-二甲基戊烷和 (S)-2,3-二甲基戊烷。通常的2,3-二甲基戊烷为两者的外消旋混合物，常温下为无色液体，不溶于水。